# Félix Escalier
Joseph-Augustin "Félix" Escalier, född 1815, var en fransk frisör.
Han fick sitt genombrott då han engagerades som kejsarinnans personliga frisör 1852. Han engagerades även vid Théâtre des Variétés. Han etablerade Maison Felix, som blev berömt. Hans verkliga namn var Joseph-Augustin Escalier, men han valde att kalla sig Félix Escalier som artistnamn, ett namn han antagit från sin personliga vän Rachel Felix. Han umgicks i konstnärskretsar och var personlig vän med Sarah Bernhardt.  
Han var personlig frisör åt kejsarinnan Eugenie av Frankrike, som gynnade olika modeskapare för olika delar av sin garderob. Charles Frederick Worth gjorde kejsarinnans aftonklänningar, Madame Laferrière förmiddagsklänningarna och Mademoiselle Félicie ytterplaggen, medan Félix Escalier var hennes frisör och Madame Virot och Madame Lebel skapade hennes hattar: samtliga bland de främsta modekreatörerna i Paris.   En annan av hennes kända kunder var Sarah Bernhardt.
Hans framgångsrika firma Maison Felix köptes 1857 av Auguste Jean Poussineau (1803-1886), som utvecklade den till att bli en berömd modefirma som även designade kläder. 
Han var far till konstnären Nicolas-Félix Escalier. 